# El Soto (Eljas)
El Soto (U Soitu en la fala, El Sotu en extremeño) es una alquería del municipio de Eljas, en la provincia de Cáceres, Comunidad Autónoma de Extremadura (España).

## Demografía
Sus datos de población, desde 2000 en adelante, han sido los siguientes:
- 2000-2001: 15 habitantes
- 2002: 14 habitantes
- 2003: 12 habitantes
- 2004-2006: 10 habitantes
- 2007: 9 habitantes
- 2008-2009: 7 habitantes
- 2010-2012: 8 habitantes
- 2013: 6 habitantes
- 2014: 8 habitantes
- 2015: 7 habitantes
- 2016-2017: 6 habitantes
- 2018: 5 habitantes
- 2019: 7 habitantes

## Transportes
La alquería está comunicada con la carretera provincial CC-123 a través de un camino rural de montaña en mal estado.